# Le Pont-de-Beauvoisin, Savoie
Le Pont-de-Beauvoisin, Savoie là một xã thuộc tỉnh Savoie trong vùng Auvergne-Rhône-Alpes ở đông nam nước Pháp.